# Luca Sangalli
Luca Sangalli Fuentes (San Sebastián, 10 de fevereiro de 1995) é um futebolista que joga para o Málaga como um meia-atacante.

## Vida pessoal
Sangalli é irmão mais velho de Marco que também é um jogador de futebol. 